# Bullet for My Valentine
I Bullet for My Valentine (talvolta abbreviati in BFMV, B4MV o Bullet) sono un gruppo musicale heavy metal britannico, formatosi nel 1998 a Bridgend, in Galles.

## Storia del gruppo

### Gli inizi (1998-2001)

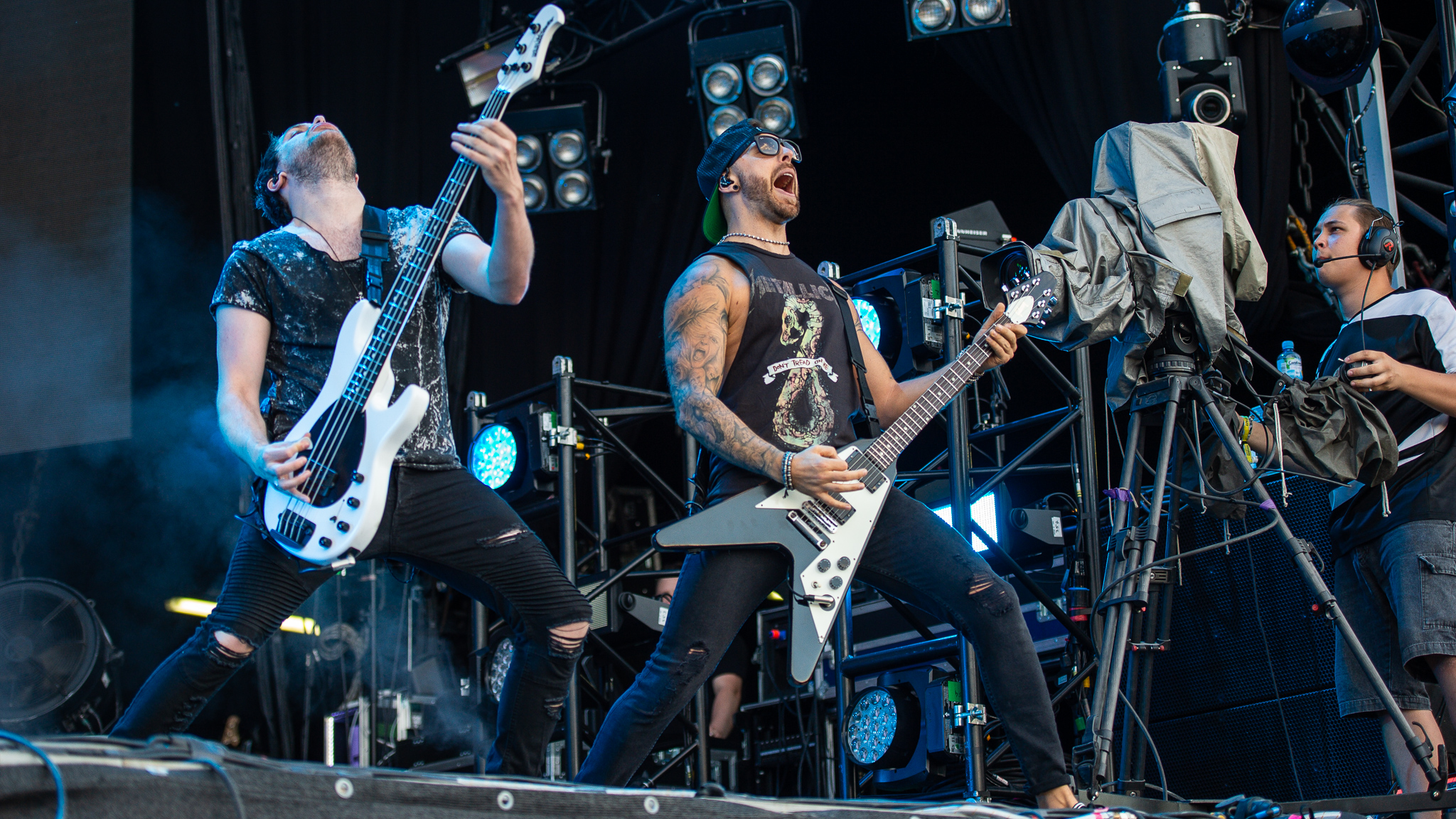
Jamie Mathias e Matt Tuck al Rock im Park 2018

Il gruppo nacque con il nome di "Jeff Killed John" come tribute band dei Metallica e dei Nirvana nel 1998, fondato dal cantante Matthew "Matt" Tuck, il chitarrista Michael "Padge" Padget, il bassista Nick Crandle e il batterista Michael Thomas. All'inizio era una band nu metal, che voleva seguire lo stile dei Korn e dei Limp Bizkit. Tuttavia l'inizio non fu dei migliori a causa dei numerosi litigi; le ostilità crebbero ulteriormente quando altre band gallesi, come i Lostprophets e i Funeral for a Friend, divennero famose e popolari. Quando arrivò anche per loro il momento di registrare un demo, furono abbandonati dal bassista. Non riuscendo a trovare un accordo per registrare il demo si sciolsero. Risolti i dissidi trovarono in Jason James il bassista che stavano cercando e cambiarono il loro nome da "Jeff Killed John" prima in "Opportunity in Chicago", poi in "Bullet for My Valentine".

### La firma con l'etichetta discografica (2002-2005)

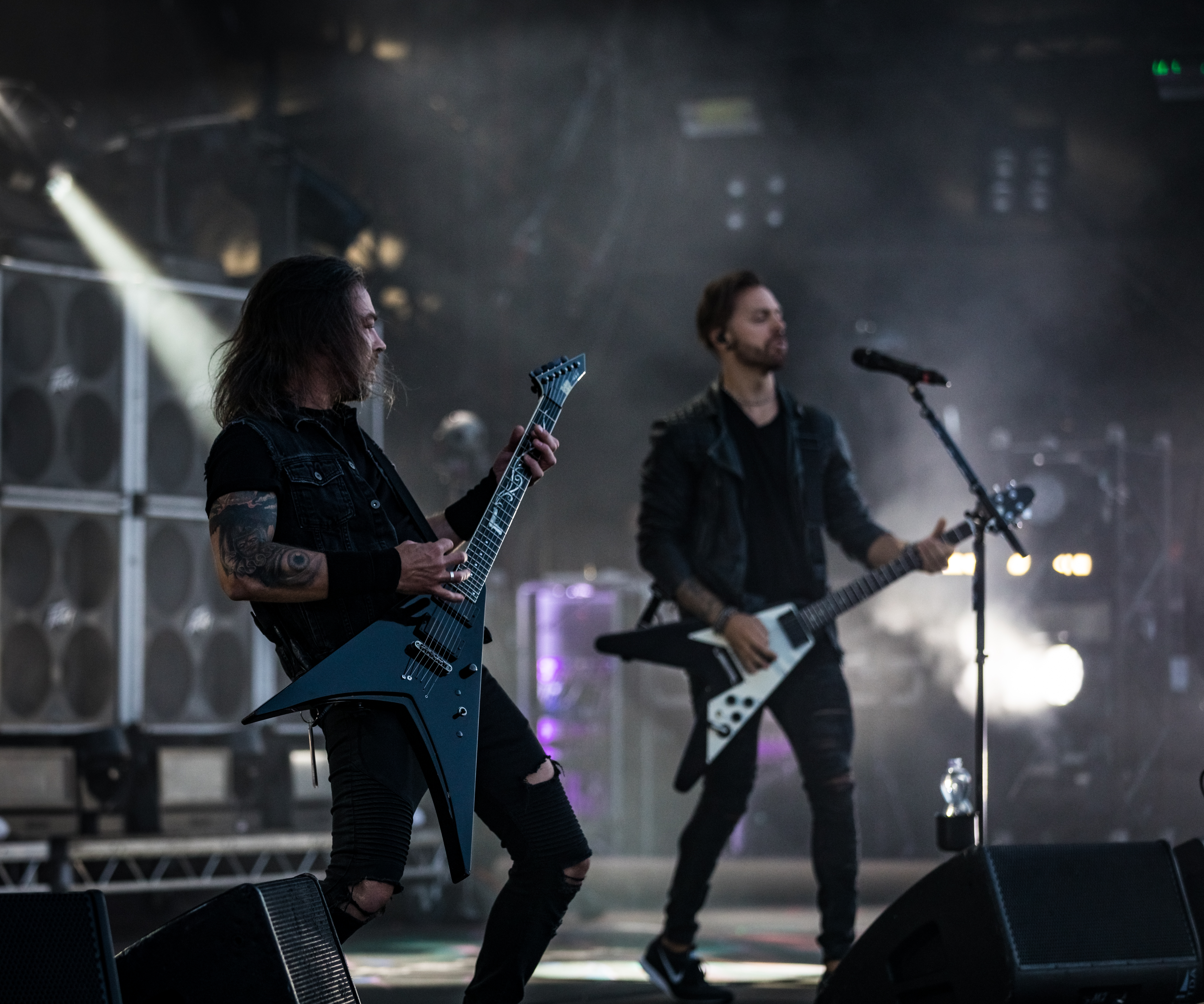
Michael Paget e Matt Tuck al Rock am Ring 2018

Per molti mesi la band eseguì dei concerti nella speranza di attirare l'interesse di qualche etichetta discografica. Infatti nel 2004, in uno show a Londra, la Roadrunner Records mostrò interesse nei Bullet For My Valentine e gli offrì un ingaggio. L'offerta venne rifiutata e la band firmò un contratto per cinque album con la casa discografica Sony BMG e ottenne una licenza per il Regno Unito con la Visible Noise Records. Matthew Tuck affermò che scelsero Sony BMG perché "pensiamo che ci si apriranno molte porte in futuro." Fu pubblicato un EP intitolato Bullet For My Valentine il 15 novembre 2004 nel Regno Unito. Prodotto da Colin Richardson, conteneva 5 tracce e fu la prima pubblicazione ufficiale della band. Un secondo EP, Hand of Blood, fu pubblicato il 22 agosto 2005 tramite Trustkill Records e fu disponibile solo negli Stati Uniti. Questo EP contiene solo una traccia in più rispetto al precedente EP "Bullet For My Valentine", intitolata "4 Words (To Choke Upon)".

### The Poison(2005-2007)

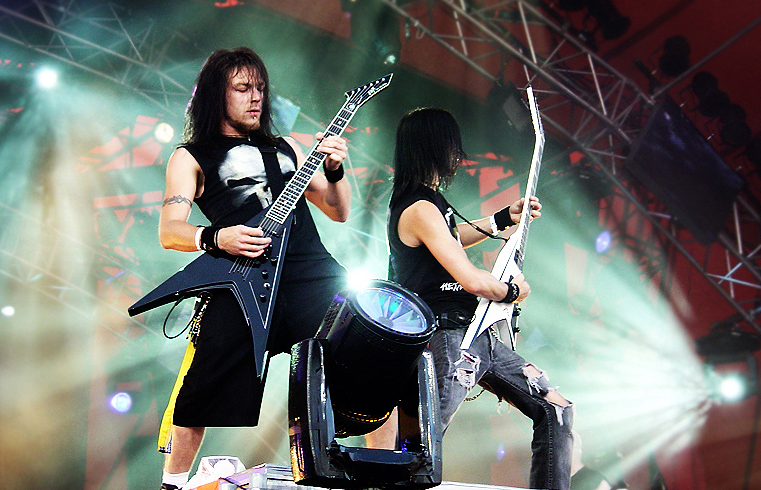
Michael Padget e Matt Tuck al Rocksilde nel 2006

Il debutto inglese del loro primo album, The Poison, avvenne il 3 ottobre 2005 (negli USA a partire dal 14 febbraio 2006). L'album ha raggiunto la 128ª posizione della Billboard top 200 e la 21ª posizione della classifica inglese.
Dall'album The Poison furono estratti quattro singoli: 4 Words (To Choke Upon), il primo singolo della band, seguito da Suffocating Under Words of Sorrow (What Can I Do), All These Things I Hate (Revolve Around Me) raggiunse su Mainstream Rock Airplay la posizione numero 13 e la numero 30 su Alternative Airplay. L'ultimo singolo Tears Don't Fall invece raggiunse la posizione numero 24 su Mainstream Rock Airplay e numero 32 su Alternative Airplay.
4 Words (To Choke Upon) è stata usata dalla EA Sports in NHL 06 e in NFL 06, mentre Hand of Blood è stata usata in Need for Speed: Most Wanted ed in Burnout Revenge.
I Bullet for My Valentine hanno suonato al Download Festival per tre anni consecutivi a partire dal 2004. Inoltre aprirono anche alcuni concerti dei Metallica e dei Guns N' Roses nell'estate del 2006. Parteciparono ad altri tour come al Vans Warped Tour.
Il 30 ottobre 2006 la band si esibì al Brixton Academy a Londra dove fu filmato il loro primo DVD live: The Poison: Live at Brixton.
Il 27 aprile 2007 i Bullet for My Valentine suonarono all'Earthday Birthday.
Il 12 giugno 2007 uscì una nuova versione dell'album The Poison Digipak, la versione deluxe contenente varie bonus track.
Per tutto il resto del 2007 Matthew Tuck subì una laringite che comportò la cancellazione di alcuni concerti. Anche se la tonsillectomia fu eseguita presto, il medico del cantante gli consigliò un periodo di riposo intenso, comportando nei concerti rimanenti il sostegno di band come Metallica e Machine Head. Matthew "Matt" Tuck ritornò sulla scena in tempo per la registrazione del secondo album.

### Scream, Aim, Fire(2008)

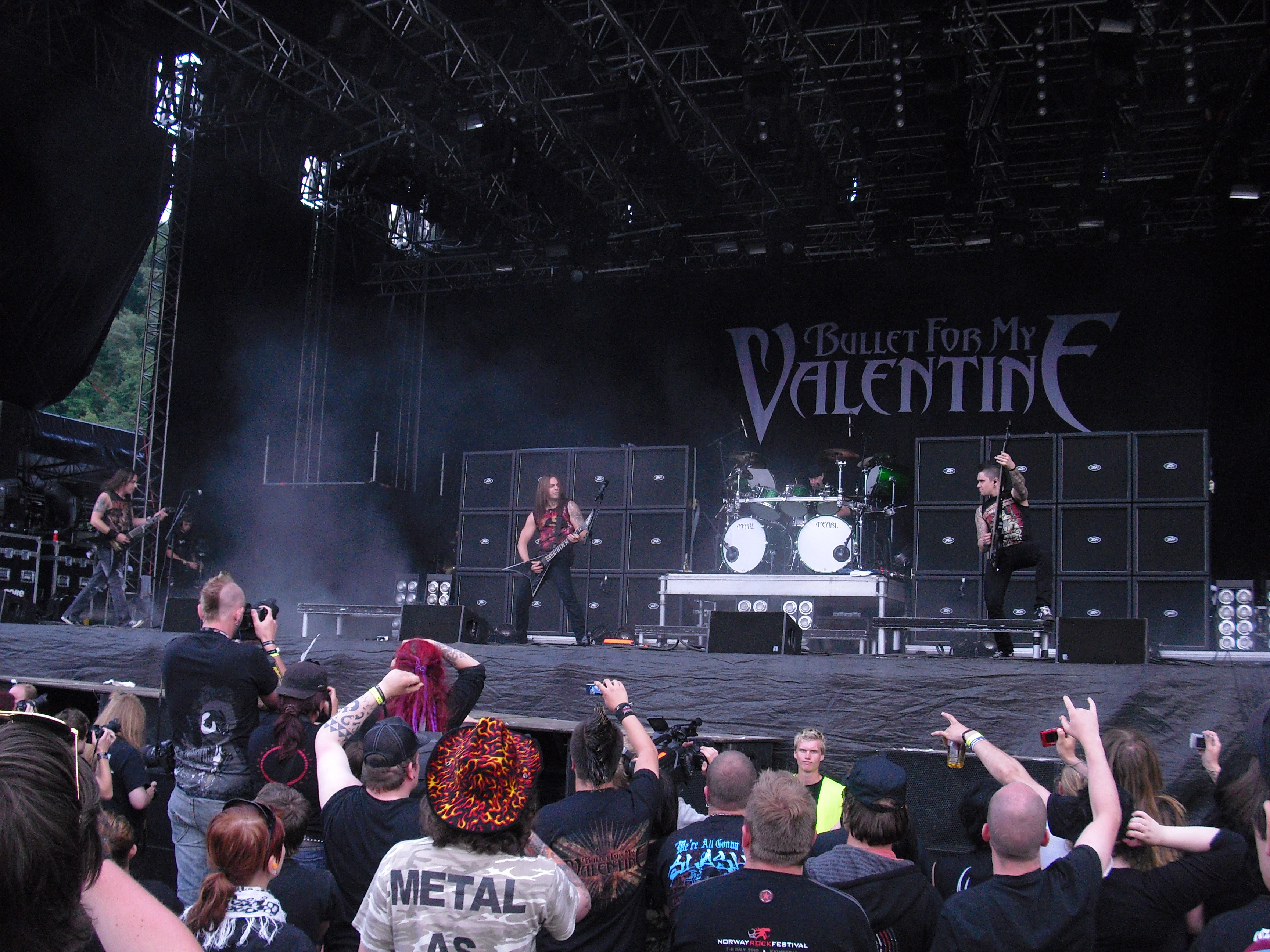
I Bullet for My Valentine al Norway Rock Festival 2010

Il 28 gennaio 2008, uscì il loro secondo album intitolato Scream, Aim, Fire, registrato da Colin Richardson. L'album guadagnò la posizione numero 4 di Billboard 200, vendendo nella prima settimana già 53 000 copie. La band terminò il tour in Nord America e Australia per andare al Taste of Chaos in tour con gli Atreyu, True Metal Conspiracy, Idiot Pilota, Blessthefall e Avenged Sevenfold.
Nel mese di giugno si sono inoltre esibiti al Rock am Ring and Rock im Park e al Download Festival. Hanno inoltre svolto il festival di Reading e Leeds nel mese di agosto.
Nel mese di novembre e dicembre partirono per l'Europa in tour avendo come supporto principale i Lacuna Coil, insieme anche ai Bleeding Through e Black Tide. Il 15 novembre la band ha annunciato all'Alexandra Palace di Londra che sta filmando un nuovo DVD che supporti Scream, Aim, Fire. A dicembre è uscito un EP intitolato Road to Nowhere, il quale include 3 nuovi brani più uno già edito.
Venne poi annunciato che a gennaio e a febbraio 2009 la band si sarebbe esibita al Big Day Out in Australia e Nuova Zelanda.

### Fever(2009-2010)

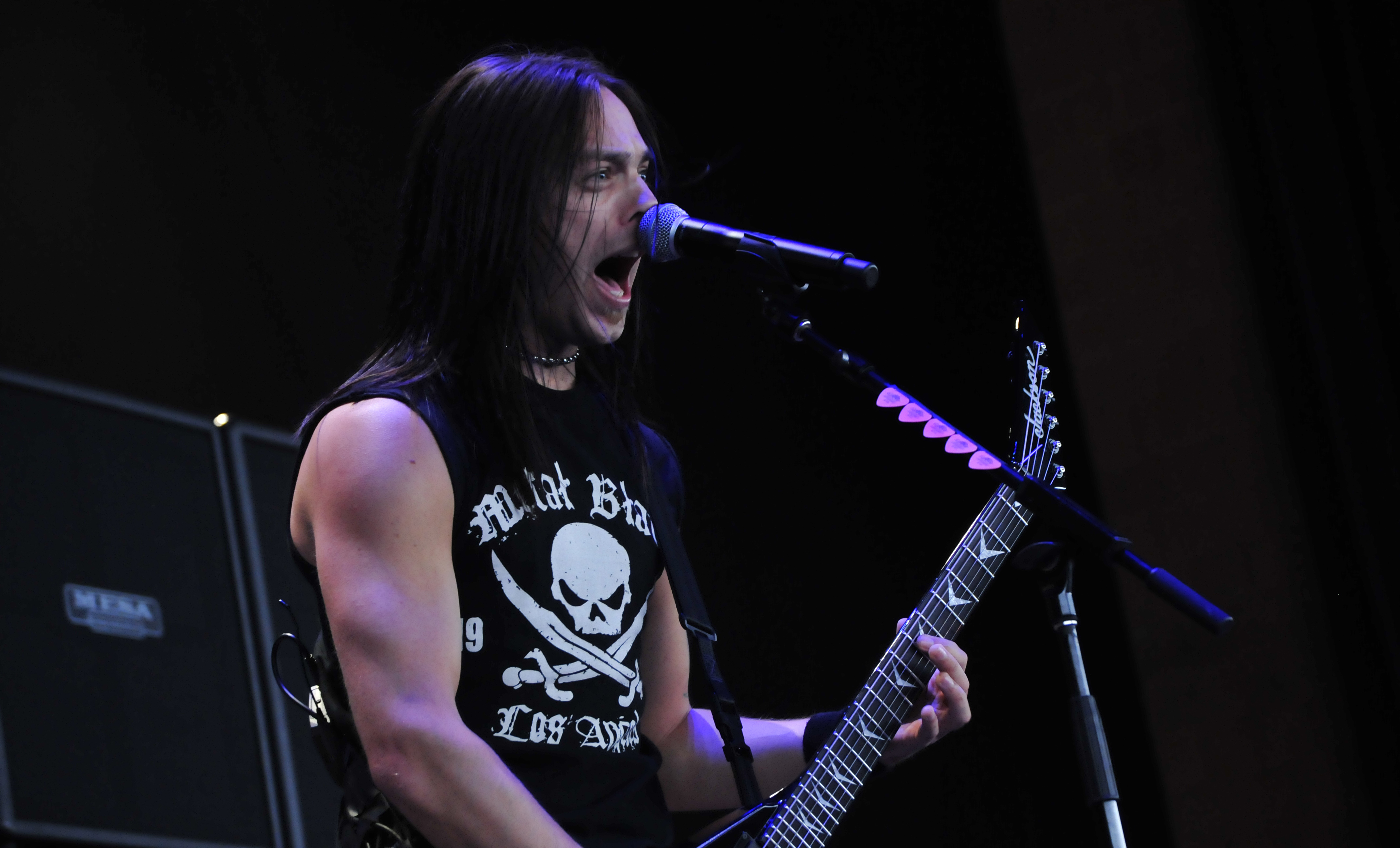
Matt Tuck al Mayhem Festival 2009

Il 16 marzo 2009 i Bullet for My Valentine hanno rivelato che stavano registrando il terzo album, prodotto Don Gilmore. Matthew Tuck ha riferito che hanno dovuto cancellare due concerti in Sudafrica per concentrarsi sulle registrazioni. L'album, intitolato Fever, è stato messo in vendita dal 27 aprile 2010. La pubblicazione del primo singolo, Your Betrayal, era stata fissata per il 9 marzo, seguita da un video musicale. Ma, inaspettatamente, è stato reso disponibile come singolo digitale su iTunes il 2 marzo 2010, mentre il 12 marzo è uscito il secondo singolo accompagnato dal video musicale di The Last Fight.
I Bullet for My Valentine hanno annunciato che il loro tour negli Stati Uniti a sostegno di Fever sarebbe iniziato il 30 aprile, con le band Airbourne e Chiodos come supporters. Da notare la loro presenza al Download Festival 2010 e a Rock am Ring. Quell'autunno e in particolare in tutto il mese di ottobre i Bullet sono stati impegnati in un tour in alcune più importanti città degli Stati Uniti e del Canada. Dal mese di novembre, invece, intrapresero il loro tour europeo, che partì dalla seconda settimana in Svezia, per poi proseguire in Germania, Austria, Belgio, Svizzera e terminare nel Regno Unito il 12 dicembre 2010.

### Temper Temper(2011-2014)

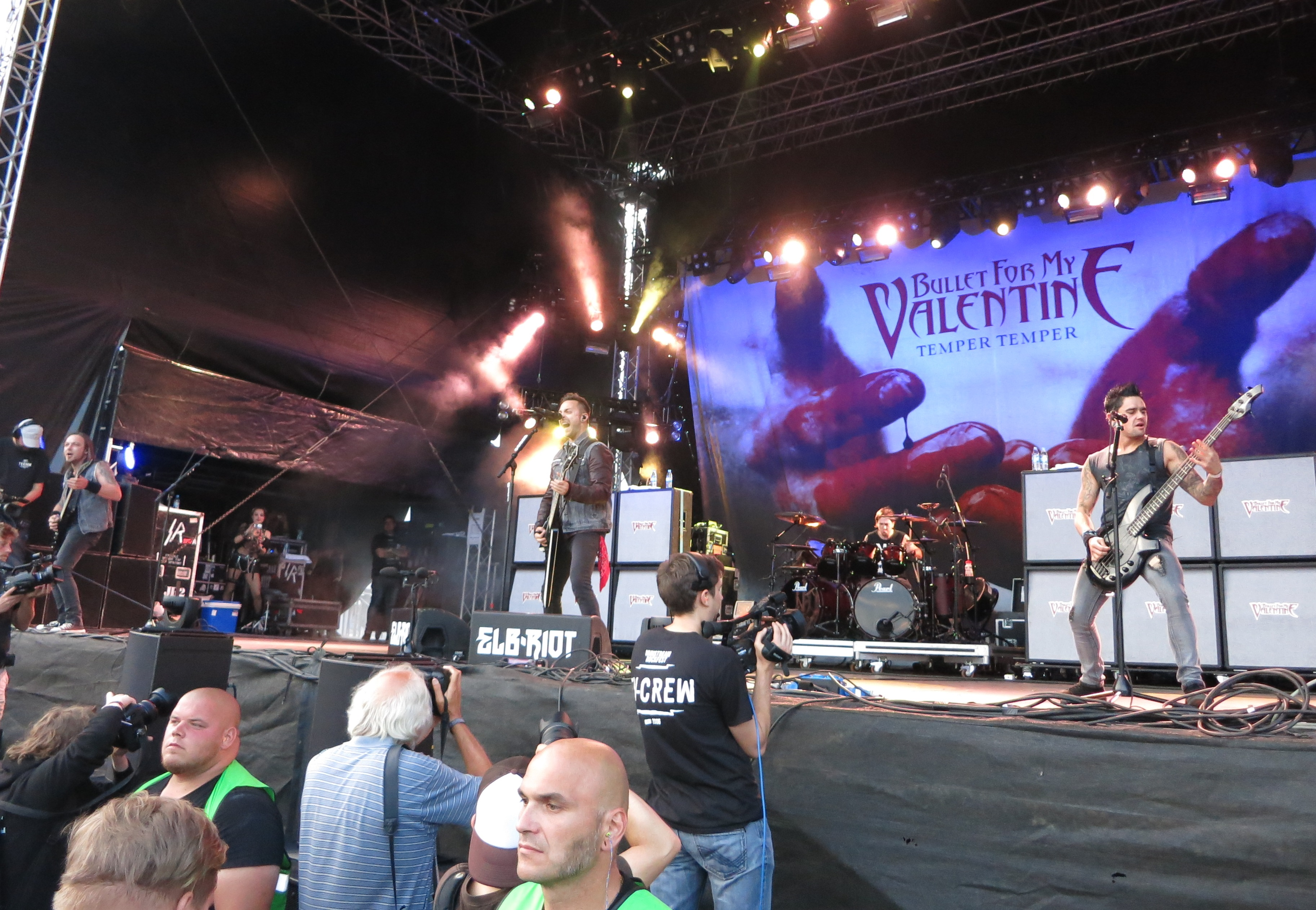
I Bullet for My Valentine all'Elbriot 2013

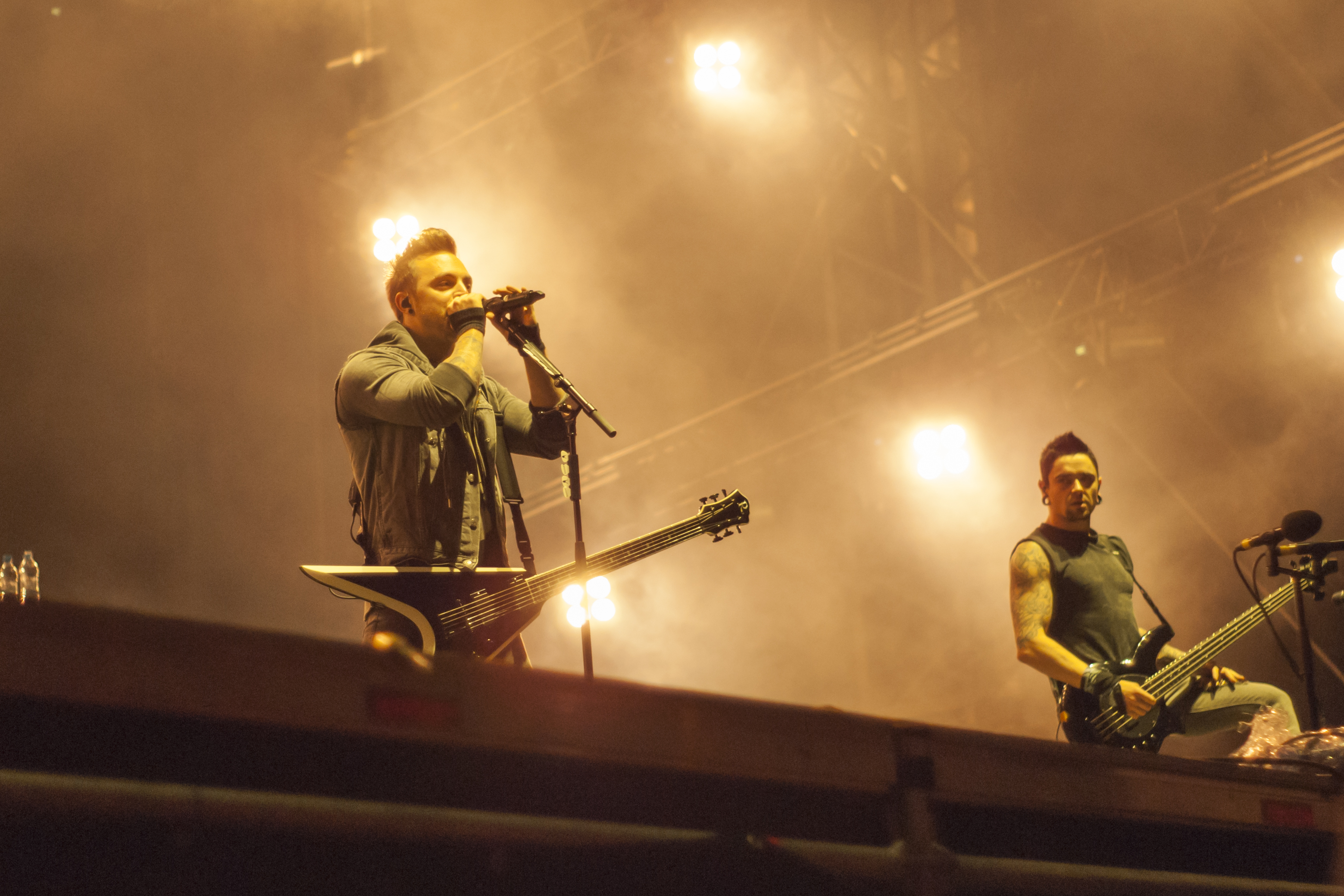
Matt Tuck e Jason James all'Ursynalia Festival 2013

Il 28 gennaio 2011, Michael Paget ha dichiarato che la band aveva già in cantiere un nuovo album, che avrebbe avuto un sound simile a quello di Fever. Ha in seguito dichiarato che la band ha programmato di finire la scrittura dell'album entro il 2011, iniziando le registrazioni a fine anno. Un paio di canzoni lasciate dalle registrazioni di Fever potrebbero essere riarrangiate, registrate e inserite nel nuovo album. La band si è esibita al Uproar Festival 2011, dopo il quale hanno iniziato a scrivere materiale per un quarto album in studio. La band spera di far uscire l'album nel corso del 2012.
Il 7 ottobre, a seguito dello scioglimento da parte del gruppo RCA della casa discografica Jive Records (con cui la band ha pubblicato il loro precedente album) la band pubblicherà il proprio materiale sotto l'etichetta RCA Records. Sempre in ottobre, il frontman della band Matt Tuck ha annunciato che lavorerà ad un nuovo progetto parallelo influenzato da band come Pantera e Slipknot. Il 1 maggio 2012 è stato reso noto che il progetto si chiamerà AxeWound e vedrà partecipare il cantante Liam Cormier (Cancer Bats), il bassista Mike Kingswood (Rise to Remain), Joe Copcutt (Glamour Of The Kill's) e il batterista Jason Bowld (Pitchshifter).
Il 6 agosto è stato confermato che la sessione finale di registrazione dell'album è finita, e che l'album verrà pubblicato a fine 2012. I Bullet for My Valentine pubblicano il brano Temper Temper il 25 novembre nel Regno Unito e il 30 ottobre nel resto del mondo attraverso il web. La canzone ha fatto il suo debutto il 22 ottobre alla radio BBC Radio 1's Rock Week. L'album, intitolato anch'esso Temper Temper, viene successivamente pubblicato l'11 febbraio 2013.
Nel 2013 viene postata su internet una foto di Matt Tuck con i capelli corti.

### Venom(2015-presente)

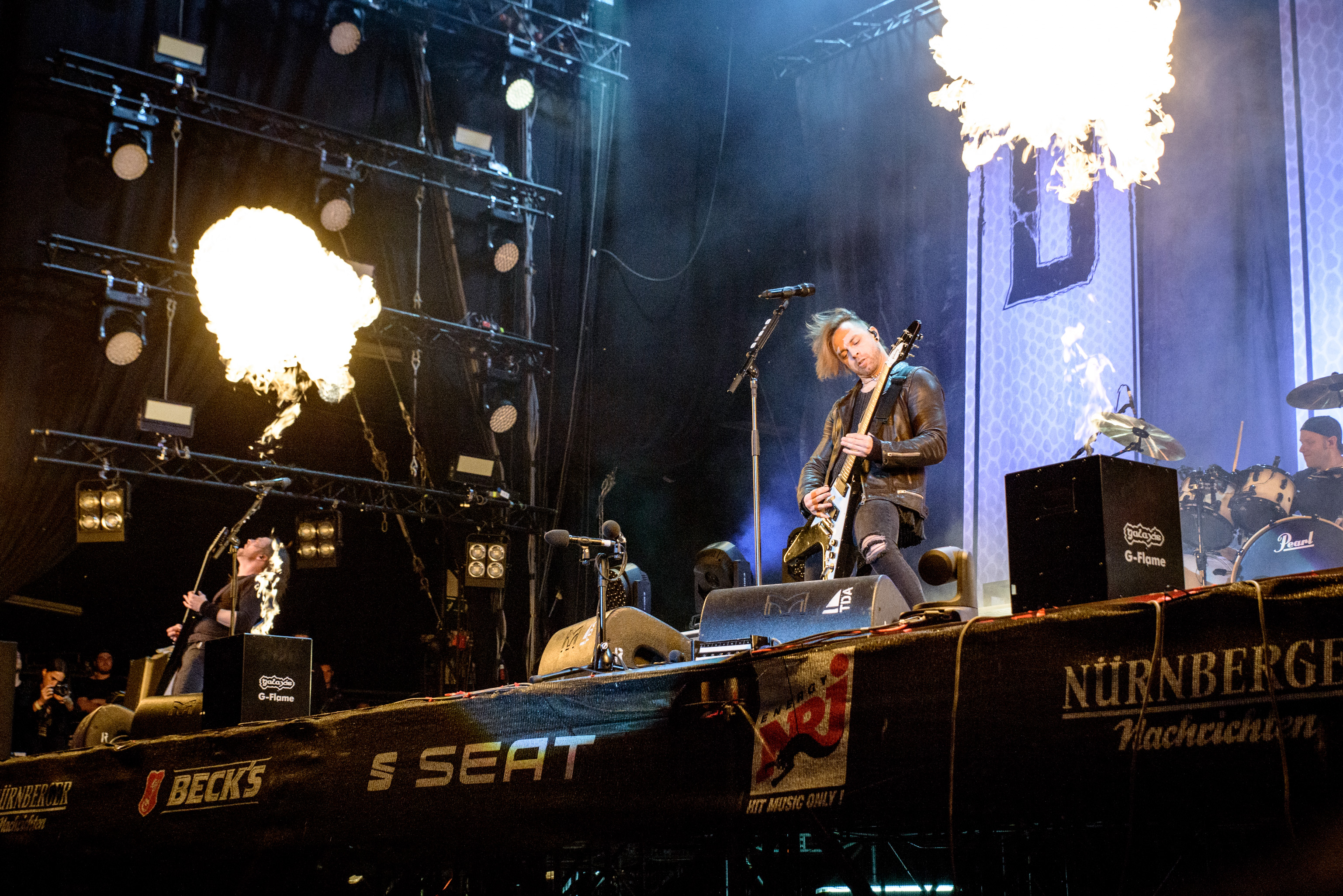
I Bullet for My Valentine al Rock im Par 2016

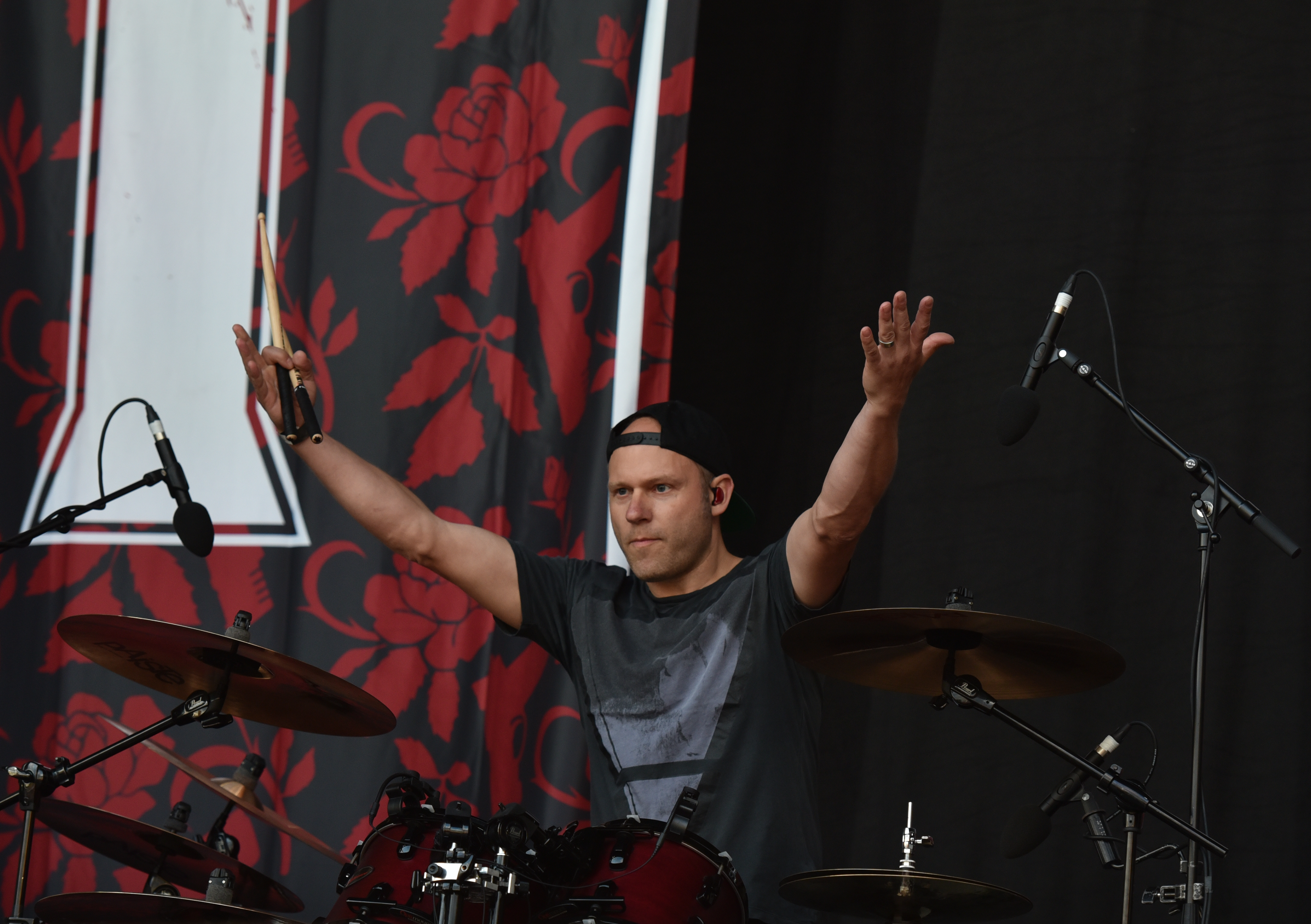
Jason Bowld all'Elbriot 2017

Nel febbraio 2015, il gruppo entra in studio per registrare il quinto album in studio. Tuttavia, poco meno di una settimana dopo, il 9 febbraio, viene annunciata l'uscita del bassista Jason James dalla formazione; James è stato sostituito da Jamie Mathias.
Il 17 maggio 2015 il gruppo annuncia che Venom, il quinto album in studio, sarebbe stato pubblicato il 14 agosto successivo; nello stesso giorno, viene pubblicato il singolo No Way Out.
Il 4 dicembre 2017 la band annuncia l'uscita dalla formazione del batterista Michael Thomas, rimpiazzato da Jason Bowld. Nel 2018, il gruppo pubblica il loro sesto album in studio Gravity, anticipato dal singolo Don't Need You, già pubblicato nel 2016 e ri-masterizzato per l'occasione.

## Stile ed influenze
I Bullet for My Valentine hanno dichiarato di ispirarsi ai Metallica, Annihilator, Pantera, Machine Head, Iron Maiden, Testament, Slayer, Judas Priest e Megadeth. La band nell'album di esordio, The Poison, era caratterizzata da un suono che miscelava metalcore ed emo, mentre con il secondo album, Scream, Aim, Fire, si è spostata su un più convenzionale metalcore con pronunciate influenze thrash metal in alcune canzoni, eliminando le influenze emo.

## Formazione

### Formazione attuale
- Matthew Tuck – voce, chitarra (1998-presente)
- Michael Paget – chitarra, voce secondaria (1998-presente)
- Jason Bowld – batteria, percussioni (2017-presente)
- Jamie Mathias – basso, voce secondaria (2015-presente)

### Ex componenti
- Nick Crandle – basso, voce secondaria (1998-2003)
- Michael Thomas – batteria, percussioni (1998-2017)
- Jason James – basso, voce secondaria (2003-2015)

## Discografia

### Album in studio
- 2005 – The Poison
- 2008 – Scream Aim Fire
- 2010 – Fever
- 2013 – Temper Temper
- 2015 – Venom
- 2018 – Gravity
- 2021 – Bullet for My Valentine

### EP
- 2004 – Bullet for My Valentine
- 2005 – Hand of Blood
- 2006 – Hand of Blood EP: Live at Brixton
- 2007 – Rare Cuts
- 2008 – Road to Nowhere

### Singoli
- 2005 – 4 Words (To Choke Upon)
- 2005 – Suffocating Under Words of Sorrow (What Can I Do)
- 2005 – Tears Don't Fall
- 2005 – All These Things I Hate (Revolve Around Me)
- 2008 – Scream Aim Fire
- 2008 – Hearts Burst into Fire
- 2008 – Waking the Demon
- 2010 – The Last Fight
- 2010 – Your Betrayal
- 2010 – Bittersweet Memories
- 2010 – Fever
- 2013 – Temper Temper
- 2013 – Riot
- 2013 – P.O.W.
- 2013 – Breaking Point
- 2013 – Raising Hell
- 2015 – No Way Out
- 2015 – You Want a Battle? (Here's a War)
- 2015 – Army of Noise
- 2015 – Venom
- 2015 – Worthless
- 2016 – Don't Need You
- 2018 – Over It
- 2018 – Piece of Me
- 2018 – Letting You Go
- 2021 – Knives
- 2021 – Parasite
- 2021 – Shatter
- 2021 – Rainbow Veins

### Altri brani
Cover:
- Pantera – Domination
- Metallica – Welcome Home (Sanitarium), presente nella versione deluxe di The Poison
- Metallica – Creeping Death
- Ozzy Osbourne – Crazy Train
- Robert Tepper – No Easy Way Out
- Pendulum – Witchcraft; cover acustica
- AC/DC – Whole Lotta Rosie

Canzoni pubblicate nelle varie versioni dei singoli:
- Turn to Despair (Jeff Killed John)
- Seven Days - presente nella deluxe version di The Poison, ma non nel suo Digipak.
- My Fist, Your Mouth, Her Scars - presente, anche questa, nella deluxe version di The Poison, ma non appartenente al Digipak.
- Ashes of the Innocent - presente nel loro EP Road to Nowhere.

## Videografia

### DVD
- 2006 – The Poison: Live at Brixton
- 2009 – Scream Aim Fire: Live at London Alexandria